# Вилађо Ил Кастело (Козенца)
Вилађо Ил Кастело је насеље у Италији у округу Козенца, региону Калабрија.
Према процени из 2011. у насељу је живело 10 становника. Насеље се налази на надморској висини од 68 м.